# Stonehearst Asylum
Stonehearst Asylum é um filme de suspense norte-americano de 2014, dirigido por Brad Anderson. Roteiro de Joseph Gangemi vagamente baseado no conto "The System of Doctor Tarr and Professor Fether" de Edgar Allan Poe. Mel Gibson participou da produção.

## Elenco
- Kate Beckinsale...Lady (Eliza) Graves[2]
- Jim Sturgess...Edward Newgate[3]
- Michael Caine...Dr. Benjamin Salt[4]
- Ben Kingsley...Dr. Silas Lamb[4]
- David Thewlis...Mickey Finn[5]
- Brendan Gleeson...Alienista[5]
- Sinéad Cusack...Madame Pike[6]
- Sophie Kennedy Clark...Millie[6]
- Christopher Fulford...Paxton[6]
- Jason Flemyng...Swanwick
- Edmund Kingsley...Sir Charles Graves, Bt.

## Sinopse
Em 1899, um professor da Universidade Oxford exibe numa sala de aula sua paciente, Lady (Eliza) Graves, diagnosticada como sofrendo de histeria feminina. Tempos depois, o jovem médico que se identifica como o Dr. Edward Newgate, chega ao Hospício Stonehearst para exercer a residência. Ele é recepcionado pelo superintendente, Dr. Silas Lamb, e seu sinistro assistente, Mickey Finn. Aos poucos, Newgate é apresentado aos métodos poucos ortodoxos do Dr. Lamb, que ceia na companhia de vários pacientes, dentre eles Lady Eliza, e incentiva e participa de algumas das psicoses deles, evitando o comum uso de drogas ou encarceramentos. Mas o Dr. Newgate se surpreenderá quando descobrir que nos subterrâneos do hospício estão aprisionadas várias pessoas, que se dizem sãs e que foram dominadas e encarceradas pelos pacientes, e que o Dr.Lamb é um deles.

## Produção
A filmagem principal começou na Bulgária em 21 de junho de 2013 Em 31 de julho de 2014, o título inicial Eliza Graves foi mudado para Stonehearst Asylum.

### Música
Em 25 de novembro de 2013, John Debney foi contratado para compor a música do filme. A trilha sonora teve o lançamento digital em 14 de outubro de 2014, e físico em 11 de novembro do mesmo ano.

## Recepção
Rotten Tomatoes, um site que agrega resenhas, reportou que 52% de 48 críticas deram avaliação positiva Metacritic avaliou 52/100 baseado em quarenta resenhas.
Uma crítica comum foi que os avaliadores sentiram que o filme falhou em explorar todo seu potencial, considerada a atmosfera e o elenco notável, exceto pelo protagonista, o relativamente desconhecido Jim Sturgess. O Los Angeles Times publicou (tradução livre, como as demais): "Na aparência, Anderson parece ter em mãos todas as peças necessárias para um surrealista filme psico-pop. Mas o fator medo lhe escapa, deixando "Stonehearst Asylum" mais insípido do que insano ".
Film Journal International e The A.V. Club elogiaram o filme pela temática; o resenhista do primeiro escreveu: "Enquanto ao filme falta o humor macabro da história original, é excelente ao demonstrar o horror da medicina vitoriana ".